# Ахмета
Ахмета (груз. ახმეტა) је град у Грузији у регији Кахетија. Према процени из 2014. у граду је живело 7.105 становника.

## Становништво
Према процени, у граду је 2014. живело 7.105 становника.
| 1989. | 2002. | 2014. |
| ----- | ----- | ----- |
| 8.970 | 8.544 | 7.105 |